# Mané Garrincha (documentário de 1978)
Mané Garrincha é um documentário de curta-metragem brasileiro de 1978 sobre o futebolista Garrincha. Foi dirigido por Fábio Barreto, filho do roteirista e produtor Luís Carlos Barreto, que fez uma espécie de continuação do trabalho do seu pai chamado Garrincha, Alegria do Povo, de 1962.
Na época Garrincha já estava com a carreira profissional encerrada. Neste novo documentário, novas cenas de Pau Grande, do jogo de despedida de Garrincha em 1973, lembrado por ele como "o momento mais emocionante de sua carreira", e de sua atuação em campo pela equipe de "veteranos" do Milionários, que excursionava pelo Brasil nos anos de 1970, e que no filme aparece jogando contra um time chamado Santos Futebol Clube, de Brasópolis. Há um depoimento de Armando Nogueira, que disse ter sido testemunha do primeiro jogo de Garrincha pelo Botafogo. O filme mostra também o jogador orientando em campo seu filho adolescente apelidado de Neném, atualmente já falecido. 